# Shanhou, Anhui
Shanhou (kinesiska: 善厚) är en köping i östra Kina. Den ligger i He härad i staden Ma'anshan i provinsen Anhui, omkring 82 kilometer öster om provinshuvudstaden Hefei. Antalet invånare är 26 354. Befolkningen består av 12 779 kvinnor och 13 575 män. Barn under 15 år utgör 17,0 %, vuxna 15-64 år 70 %, och äldre över 65 år 12,0 %.